# خلیل محمدف
خلیل محمدف (به ترکی آذربایجانی: Xəlil Məmməd oğlu Məmmədov) سرلشکر نیروی پلیس آذربایجانی، قهرمان اتحاد شوروی و وزیر کشور جمهوری سوسیالیستی آذربایجان شوروی بود. وی در جنگ جهانی دوم حضور داشت و به فرماندهی گردان تانک رسید. از خلیل محمدف در پاس خدماتش در عملیات دومین تهاجم یاش-کیشیناو که به تصرف شهر رومان کشور رومانی توسط گردان تحت امر او انجامید، تقدیر به عمل آمد. او پس از اتمام جنگ با درجه سرگرد از ارتش بازنشسته شد. در وزارت کشور آذربایجان شوروی استخدام شد و به درجه سرلشکری نائل شد. در میان سال‌های ۱۹۶۰ تا ۱۹۶۵ مسئولیت وزارت کشور را در دست گرفت.

## زندگی‌نامه
خلیل محمدف در ۵ ماه مه سال ۱۹۱۶ در شهر شوشی به دنیا آمد. آموزش متوسطه در هنرستان دید. از سال ۱۹۳۷ در کارخانه لوکوموتیو در شهر قزل‌رُباط شروع به کار کرد. در سال ۱۹۳۹ به خدمت نظامی در ارتش سرخ فراخوانده شد و در گردان تانک شماره ۱۲۲ خدمت کرد. در سال ۱۹۴۱ به عضویت حزب کمونیست اتحاد شوروی درآمد.

## حضور در جنگ جهانی دوم
خلیل محمدف از ماه اکتبر سال ۱۹۴۱ به نبردها در جبهه مقدم جنگ جهانی دوم پیوست. به عنوان کمیسر در یک شرکت تولید تانک تعیین شد. در سال ۱۹۴۲ دوره‌های تکمیلی فرماندهان را پشت سر گذاشت. در نبردها برای تصرف شبه‌جزیره کریمه، اوکراین، رومانی، مجارستان و اتریش جنگید. در تابستان سال ۱۹۴۳ به عنوان فرمانده گردان تانک شماره ۱ از زیرمجموعه‌های تیپ تانک شماره ۳ سپاه تانک شمار ۲۳ منصوب شد. در ماه‌های اوت و سپتامبر سال ۱۹۴۳ در «تهاجم استراتژیک دونباس» حضور پیدا کرد. در تاریخ ۲۵ سپتامبر همان سال، به خلیل محمدف به خاطر عملکردش در آن نبرد، «نشان ستاره سرخ» اعطا شد. در ماه اکتبر در عملیات تهاجمی زاپوریژیا شرکت داشت. به خاطر خدماتش در این نبرد، در ۱۹ مارس سال ۱۹۴۴ از خلیل محمدف با اهدای نشان الکساندر نوسکی تقدیر شد. در ماه مارس سال ۱۹۴۴، در نبردها بر سر منطقه «شوچنخوسکی» جنگید. بابت عملکردش در این نبرد نشان پرچم سرخ را دریافت کرد. در عملیات دومین تهاجم یاش-کیشیناو نیز حضور فعالی پیدا کرد. در ۲۱ ماه اوت گردان تحت امر او از رود سیرت عبور کرده و بنابر گزارش‌ها، به همراه ۳ قطار و ۴ هزار نیروی نظامی شهر رومان را به کنترل خود درآورد. هرچند خلیل محمدف مجروح شد، ولی به فرماندهی گردان خود در این نبردها ادامه داد. در ۱۵ روز نبرد در خاک رومانی، طبق گزارش‌ها، گردان وی چهار تانک، دو تجهیزات توپخانه‌ای خودکششی، ۶۴ اسلحه، ۱۹۱ خودروی نظامی و ۱۰۸ مسلسل را منهدم کرد و ۱۳۷۵ سرباز آلمانی را نیز کشت. در ۲۴ ماه مارس سال ۱۹۴۵ از خلیل محمدف با اعطای دو نشان قهرمان اتحاد شوروی و لنین تقدیر به عمل آمد.

## دوره پساجنگ
خلیل محمدف در سال ۱۹۴۶ با درجه سرگرد از ارتش بازنشسته شد. در بین سال‌ها ۱۹۵۱ الی ۱۹۵۲ دبیری اول کمیته حزب کمونیست در حومه «عزیزبیگف» را به عهده داشت. در سال ۱۹۵۵ از مدرسه عالی کمیته مرکزی حزب فارغ‌التحصیل شد. سپس در وزارت کشور آذربایجان شوروی شروع به کار کرد. در سال ۱۹۵۷ به معاونت وزارت کشور منصوب شد. در سال ۱۹۵۹ معاون اول وزیر کشور شد. در ۲۳ فوریه همان سال به رتبه «کمیسر پلیس درجه ۳» شوروی ارتقا یافت. در خلال ۳ نوامبر سال ۱۹۶۰ الی ۵ ژانویه ۱۹۶۵ سکان هدایت وزارت کشور آذربایجان شوروی که در سال ۱۹۶۲ به وزارت نظم عمومی تغییر نام داده شد را در دست گرفت. بعد با درجه سرلشکری پلیس بازنشسته شد. از سال ۱۹۷۱ تا ۱۹۷۴ عهده‌دار ریاست «کمیته دولتی فرهنگ بدنی و ورزش آذربایجان» بود.
خلیل محمدف در باکو زندگی می‌کرد و در ۲۱ فوریه ۱۹۸۹ در این شهر درگذشت. وی در باکو به خاک سپرده شد.
یکی از کشتی‌های ناوگان تجاری وزارت بازرگانی دریایی نام خلیل محمدف را به یدک می‌کشید.